# OR5D18
OR5D18 (англ. Olfactory receptor family 5 subfamily D member 18) – білок, який кодується однойменним геном, розташованим у людей на короткому плечі 11-ї хромосоми. Довжина поліпептидного ланцюга білка становить 313 амінокислот, а молекулярна маса — 35 348.
| 10         |  | 20         |  | 30         |  | 40         |  | 50         |
| ---------- |  | ---------- |  | ---------- |  | ---------- |  | ---------- |
| MLLTDRNTSG |  | TTFTLLGFSD |  | YPELQVPLFL |  | VFLAIYNVTV |  | LGNIGLIVII |
| KINPKLHTPM |  | YFFLSQLSFV |  | DFCYSSIIAP |  | KMLVNLVVKD |  | RTISFLGCVV |
| QFFFFCTFVV |  | TESFLLAVMA |  | YDRFVAICNP |  | LLYTVNMSQK |  | LCVLLVVGSY |
| AWGVSCSLEL |  | TCSALKLCFH |  | GFNTINHFFC |  | EFSSLLSLSC |  | SDTYINQWLL |
| FFLATFNEIS |  | TLLIVLTSYA |  | FIVVTILKMR |  | SVSGRRKAFS |  | TCASHLTAIT |
| IFHGTILFLY |  | CVPNSKNSRH |  | TVKVASVFYT |  | VVIPMLNPLI |  | YSLRNKDVKD |
| TVTEILDTKV |  | FSY        |  |            |  |            |  |            |

A: Аланін

C: Цистеїн

D: Аспарагінова кислота

E: Глутамінова кислота

F: Фенілаланін

G: Гліцин

H: Гістидин

I: Ізолейцин

K: Лізин

L: Лейцин

M: Метіонін

N: Аспарагін

P: Пролін

Q: Глутамін

R: Аргінін

S: Серин

T: Треонін

V: Валін

W: Триптофан

Кодований геном білок за функціями належить до рецепторів, g-білокспряжених рецепторів, білків внутрішньоклітинного сигналінгу. 
Локалізований у клітинній мембрані, мембрані.